# Левиллер
Левиллер (фр. Leyviller) — коммуна на северо-востоке Франции, регион Гранд-Эст (бывший Эльзас — Шампань — Арденны — Лотарингия), департамент Мозель. Относится к кантону Гротенкен. 

## Географическое положение

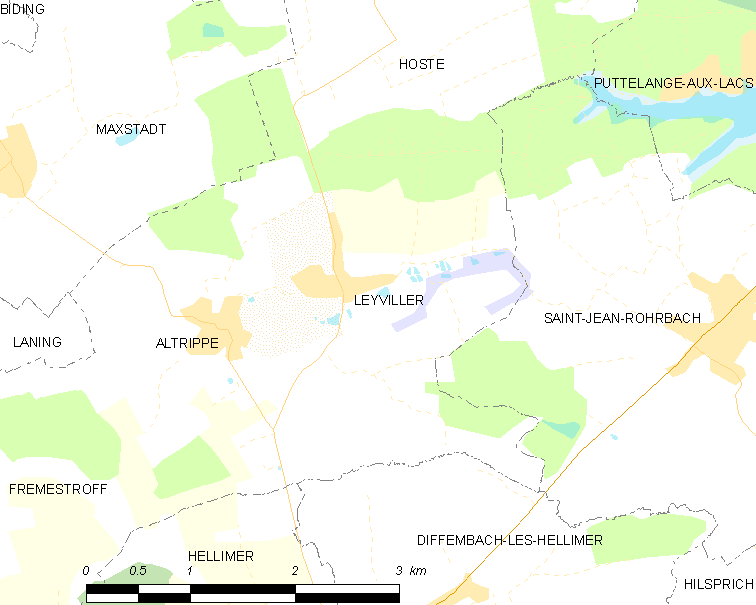
Левиллер на карте Франции.

Левиллер расположен в 320 км к востоку от Парижа и в 40 км к востоку от Меца. 

## История
- Деревня принадлежала историческому региону Лотарингия.
- По Парижскому договору 1718 года вошёл в Лотарингию.

## Демография

Население Левиллера.

По переписи 2011 года в коммуне проживало 457 человек.

## Достопримечательности
- Следы галло-романской культуры, статуя Меркурию.
- Церковь Нотр-Дам (1827), алтарь XVIII века.